# Rafael Benjamín de Piano
Rafael Benjamín de Piano (Buenos Aires, 5 de marzo de 1926- 10 de junio de 2014) militar argentino que gobernó la provincia del Chubut entre el 24 de marzo y el 19 de abril de 1976, después del golpe de Estado que comenzó la dictadura autodenominada «Proceso de Reorganización Nacional».
En 1977, fue jefe de Operaciones del V Cuerpo de Ejército. El 8 de febrero de 1978, el presidente de facto Jorge Rafael Videla lo designó secretario general del Ministerio de Planeamiento.
En 1983, compareció para declarar ante la Comisión Rattenbach.
Falleció el 10 de junio de 2014.